# 黒木千晶
黒木 千晶（くろき ちあき、1993年10月25日 - ）は、読売テレビのアナウンサー。

## 来歴
神奈川県横浜市青葉区生まれ。2016年4月、青山学院大学文学部比較芸術学科卒業後、読売テレビ入社。同期入社は、営業部→イベント事業部所属の服部愛未。
高校では野球部に所属しマネージャーを務めた。大学時代は2013年から3年間、日本テレビイベントコンパニオン30期生としてイベントでのアシスタントなどを経験。また、テレビ朝日アスク（アナウンススクール）に通っていた。大学在学時、イギリスに3週間の短期留学をしたが、語学力は向上しなかったと述べている。出演する『そこまで言って委員会NP』（2022年12月25日放送回）にて、同局の先輩社員と結婚したことを公表した。

## 出演番組

### 現在
- かんさい情報ネットten.（2017年2月27日 - ）キャスター
  - 2017年2月27日 - 2019年3月29日 全曜日（週5回）・サブキャスター
  - 2019年4月1日 - 2021年3月3日 月曜日から水曜日（週3回）・サブキャスター[注 2]
  - 2021年3月8日 - 2022年12月28日 月曜日から水曜日（週3回）・月曜日のみメインキャスター、火・水曜日は従来通りサブキャスター[9]。
  - 2022年1月5日 - 2025年3月27日 月・木曜日（週2回）・メインキャスター
  - 2025年3月31日 - 月・火曜日（週2回）・メインキャスター
- 各種NNNニュース枠内ローカルパート（不定期、『NNNストレイトニュース』など）
- そこまで言って委員会NP（2019年3月31日 - ）総合司会（2021年3月以降）
  - 2019年3月31日・パネリスト（ゲスト）
  - 2019年4月7日 - 2021年2月28日・秘書（アシスタント）[10]
  - 2021年3月7日 - 現在・議長（総合司会）[9]
- アナウンサー向上委員会（2020年10月3日 - ）
- 24時間テレビ 「愛は地球を救う」 （関西ローカルパート）2016年 - 2019年 中継リポーター、2020年からはメインパーソナリティー

### 過去
- そこがツボなのよ!（2016年9月11日、アシスタント)
- Let's GO!チアキちゃんねる（2016年10月1日 - 2017年9月30日） - 2017年10月から中村秀香アナウンサーが出演する『Let's GO! ひでかちゃんねる』を放送。
  - 4代目ytvPR隊長（3代目 諸國沙代子、4代目 黒木千晶、5代目 中村秀香）
- 過去と今から仰天推理！ロザンの未来皮ザン用（第2弾・2019年11月3日、アシスタント）
- 麒麟・川島のハッシュタグバトルツアー（第3弾・2019年12月23日、第4弾・2020年3月28日)
- もんくもん（7月19日、8月9日） - ホラン千秋の代理アシスタント
- ytvアナウンサー向上委員会 ギューン↑（2016年6月23日 - 2020年10月1日）
- シノビーのおへや（2020年11月26日、YouTube）
- クチコミ新発見!旅ぷら（2020年12月13日〈第1弾・神戸編〉・2021年2月28日〈第2弾・京都編〉・2021年5月30日〈第3弾・王寺編〉） - 第1弾及び第2弾は先輩アナウンサーである林マオとのコンビ、第3弾は気象予報士の蓬莱大介とのコンビで出演。
- ビスケットブラザーズのウラ第七世代の逆襲(2021年2月26日、進行)
- ますおか引越センター(2021年5月16日、2022年6月11日)
- 情報ライブ ミヤネ屋（2022年8月19日）
  - 後輩アナウンサーである澤口実歩の休暇に伴うアシスタント代理として出演。